# Бур-Заяцинський
Бур-Заяцинський (пол. Bór Zajaciński) — село в Польщі, у гміні Пшистайнь Клобуцького повіту Сілезького воєводства.
Населення — 288 осіб (2011).
У 1975-1998 роках село належало до Ченстоховського воєводства.

## Демографія
Демографічна структура станом на 31 березня 2011 року:
|          | Загалом | Допрацездатний вік | Працездатний вік | Постпрацездатний вік |
| -------- | ------- | ------------------ | ---------------- | -------------------- |
| Чоловіки | 143     | 20                 | 105              | 18                   |
| Жінки    | 145     | 19                 | 79               | 47                   |
| Разом    | 288     | 39                 | 184              | 65                   |